# Dieler Schanze

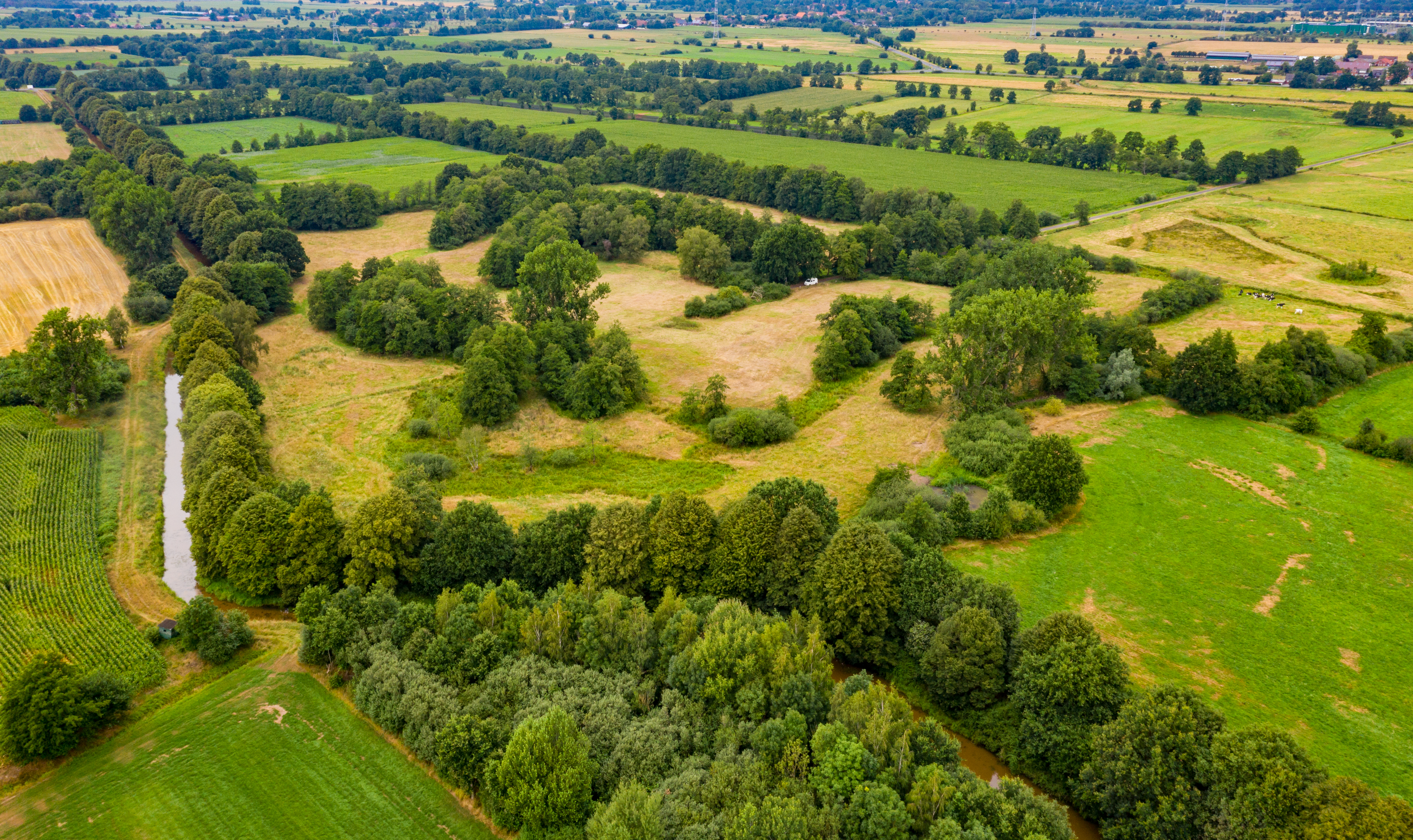
Resten van de Dijlerschans (2019)

Dieler Schanze (Nederlands, verouderd: Dieler- of Dijlerschans), is een voormalige vesting in de Nederlands-Duitse landstreek Reiderland. 

## Locatie
De schans ligt ongeveer een kilometer ten zuiden van de plaats Diele in de Duitse gemeente Weener. De vesting werd gebouwd op een geestrug die aan één zijde werd geflankeerd door een zijrivier van de Eems en aan de andere door een veenmoeras. Over de geestrug liep tevens een middeleeuwse handelsweg die een belangrijke verbinding tussen Oost-Friesland en het Münsterland vormde.

## Geschiedenis
De bouw van de schans begon vermoedelijk in de veertiende eeuw, toen Oost-Friesland voor een aanval door het Bisdom Münster moest vrezen. In de Tachtigjarige Oorlog was de schans van belang voor Nederlandse soldaten die voor Spaanse legers uitweken. In die periode werd de schans flink uitgebreid, onder meer met nevenschansen, een dubbele aarden wal en een ophaalbrug.
Tijdens de Dertigjarige Oorlog (1618-1648) werd de schans een paar maal door wisselende strijdende partijen veroverd. In de aanloop naar de Hollandse Oorlog (1672-1679) werd de vesting door Christoph Bernhard von Galen zonder bloedvergieten veroverd. Nederlandse eenheden namen bezit van de schans in 1664. In 1672 werd de schans door soldaten van Münster verwoest en nadien niet herbouwd.